# Nicomede III
Nicomede III Evergete, detto il Benefattore (... – circa 94 a.C.), fu re di Bitinia.
Figlio di Nicomede II, gli succedette nel 127 a.C. circa. Si alleò in funzione antiromana con Mitridate VI, re del Ponto, con il quale spartì la Paflagonia, ma nel 102 a.C. entrò in contrasto con lui per il possesso della Cappadocia. Una volta dopo essersi rivolto a Roma, questa lo privò delle sue conquiste.